# Palác Věžníků (Thunovská)
Palác Věžníků nebo také Věžníkovský, Hartigovský či Salmovský palác se nachází v ulici Thunovská čp. 184/20 v Praze na Malé Straně. Je chráněn jako kulturní památka České republiky.

## Historie a popis
Původně v těchto místech stával středověký měšťanský dům, který byl v letech 1485–1495 přestavěn pozdně goticky a před rokem 1580 renesančně. Po roce 1670 tu nechala Isabela Švihovská ze Salmu vybudovat palác, na který ve svahu pod Pražským hradem navazovala i zahrada.  
V roce 1718 se stal na krátkou dobu majitelem paláce Romedius Věžník z Věžník (1696–1720) a po roce 1720, kdy byl majitelem Ludvik Josef Hartig (1685–1735), dostal palác nynější podobu – snad podle projektu F. I. Prée nebo F. M. Kaňky. V zahradě byl vystavěn barokní hudební pavilon.
Na palác původně navazoval i sousední objekt čp. 183/18, který byl za 1. republiky přestavěn architektem Adolfem Foehrem pro německé velvyslanectví. Později tu měl sídlo Československý červený kříž. Po roce 1990 oba domy přešly do soukromého vlastnictví, zatímco Hartigovská zahrada se stala součástí komplexu zahrad Pražského hradu.
Palác Věžníků je trojkřídlý objekt s vnitřním dvorem. Uliční křídlo je jižní, dvorní křídla jsou východní a severní. Třípatrová barokní uliční fasáda je sedmiosá, uprostřed je kamenný vstupní portál. Dvorní fasády východního a jižního křídla překrývají pavlače na kamenných krakorcích.